# 頭孢菌素
頭孢菌素（cephalosporins）簡稱頭孢，是一系列屬於β內醯胺類的抗生素，因最早分離的成分 cephalosporin C 而將其衍生物或近似物歸於此類命名。頭孢菌素與頭黴素統稱頭孢烯。

## 歷史
頭孢菌素化合物最初是於1948年，由意大利科學家朱塞佩·布羅祖從薩丁島排水溝中的枝顶孢霉提煉出來。他發現這些頂頭孢分泌出一些物質，可以有效抵抗引致傷寒的傷寒桿菌。牛津大學成功提煉出對β內醯胺酶穩定的頭孢菌素C，但卻未有足夠的效力作臨床使用。頭孢菌素的核心是7-氨基頭孢烯酸（簡稱7-ACA）是從頭孢菌素C中衍生出來，並已證實與青黴素的核心（即6-氨基青黴烷酸，6-APA）相似。對7-ACA的旁鏈作出修改，得出一些非常有用的抗生素，而第一種的頭孢噻吩便是由禮來公司於1964年發行。

## 反應机理
頭孢菌素能殺菌及與其他β內醯胺類抗生素（如青黴素）有相同的反應模式。菌一般都处于低渗（即外界的渗透压低于细菌体内部）的环境中，因而会自发地吸收外界的水分。为了防止细胞因吸水过多而膨胀炸裂，细菌在其细胞壁中合成一种名为肽聚糖的物质，以此抵抗细菌体的自发吸水膨胀。頭孢菌素即作用于胜肽聚糖的轉化-合成过程中，阻止它的合成，进而导致细菌体失去抵抗渗透压的能力而胀破。
頭孢菌素破壞細菌細胞壁肽聚糖的合成。肽聚糖對細菌，尤其是革蘭氏陽性菌細胞壁的結構完整性起著重要的作用。合成肽聚糖最後的步驟中是由轉肽酶（又稱為青黴素結合蛋白）所催化。

## 臨床使用

### 徵狀
頭孢菌素是預防性質及用於治療細菌感染。是一廣效型抗生素，依照其抗菌譜即抗菌範圍而分類。第一代的頭孢菌素在抵抗革蘭氏陽性菌有出色的表現，而其後的頭孢菌素則增強對抗革蘭氏陰性菌，但是對革蘭氏陽性菌的抵抗力會相應下降。

### 副作用
頭孢菌素治療會引發的一般藥物不良反應（即多於1%的病人）包括腹瀉、反胃、皮疹、電解質不平衡，及／或在注射位置感到疼痛及發炎。不常出現的不良反應（即0.1-1%的病人）則包括嘔吐、頭痛、頭昏、口腔及陰道念珠菌病、假膜性結腸炎、二重感染、嗜酸細胞增多及／或發熱。少数甚至会发生过敏性休克。
約5-10%的對青黴素及／或碳青霉烯過敏的病人，會同樣對頭孢菌素過敏。所以若病人對它們曾有過敏的紀錄，如蕁麻疹、過敏反應、間質腎炎等，使用這些抗生素是一種禁忌。

#### MTT和MTDT基团
一些头孢菌素类药物与低凝血酶原血症和双硫仑样的乙醇反应有关。这些药物包括拉他莫可西（莫西拉辛）、头孢甲肟、头孢哌酮、头孢孟多、头孢美唑和头孢替坦。这是由于这些头孢菌素的甲硫基四唑（MTT）侧链阻断了维生素K环氧化物还原酶（可能导致低凝血酶原血症）和醛脱氢酶（导致酒精不耐受）。因此，口服或静脉注射这些头孢菌素后禁止饮酒，在严重情况下可能导致死亡。頭孢曲松中的甲硫基二氧三嗪（MTDT）侧链也有类似的效果。不含这些结构元素的头孢菌素可以安全地与酒精同用。

## 分類
頭孢菌素核心能作出不同的修改以達至不同的特性。頭孢菌素是以它們的抗菌特性來分類。最初的頭孢菌素被命名為第一代,而其後的則分為第二代。每一代新的系列都有著對革蘭氏陰性菌較上一代顯著的抗菌性，但在某些品種上卻對革蘭氏陽性菌降低了抗菌性。第四代的頭孢菌素則有著廣泛的效力。
雖然這樣的分類方法並不怎麼準確，但卻是現時最普遍的分類法。例如，在日本並未為頭孢菌素分類第四代，但卻仍然將頭孢克洛分類為第一代；頭孢拉宗、頭孢米諾及頭孢替坦分類為第二代。頭孢布烯、頭孢美唑及頭孢西丁分類為第三代頭孢烯類抗生素；而氟氧頭孢、拉氧頭孢則分類為氧頭孢烯。
大部份第一代的頭孢菌素的英文是以「ceph-」開首，尤其是北美洲及澳大利亞等國家。歐洲則以「cef-」為開首，較新的第一代頭孢菌素及其後的世代都是以此為開首的。

典型頭孢菌素的結構

### 第一代
第一代頭孢菌素（一代头孢）是較溫和的抗生素，能抵抗包括能生產青黴素酶及敏感甲氧西林的葡萄球菌屬及鏈球菌等細菌，縱然它們不是這種細菌感染的首選治療藥物。它們另外亦會抵抗一些大腸桿菌、克雷白氏肺炎桿菌及奇異變型桿菌，但對脆弱擬桿菌、腸球菌、抗藥性葡萄球菌、假單胞菌屬、不動桿菌屬、腸桿菌屬、引朵陽性變型桿菌或沙雷氏菌沒有功效。口服如Cephalexin、靜脈注射如Cefazolin為主，抗菌範圍中等，與抗青黴素酶青黴素相似，主要用於對抗G(+)（如葡萄球菌、鏈球菌、肺炎雙球菌）及部份G(–)（如大腸桿菌）的感染，藥效佳，用於外科預防感染或治療感染性傷口，如呼吸、泌尿、生殖道及皮膚軟組織感染。
。

第一代頭孢菌素包括：
- 頭孢氰甲
- 头孢羟氨苄（Cefadroxil[10]、Duricef®）
- 頭孢氨芐（Keflex®）
- 頭孢來星
- 頭孢洛寧
- 頭孢噻啶
- 頭孢噻吩（Keflin®）
- 頭孢匹林（Cefapirin[10]、Cefadryl®）
- 頭孢曲秦（Cefatrizine）
- 頭孢氮氟
- 頭孢西酮
- 頭孢唑林（Ancef®、Kefzol®）
- 頭孢拉定（Cefadine[10]、Velosef®）
- 頭孢沙定
- 頭孢替唑

### 第二代
第二代頭孢菌素（二代头孢）有較大的革蘭氏陰性菌的抗菌性，且保留一些革蘭氏陽性菌的抗菌性。它們對β內醯胺酶有更大的抵抗力。
- 頭孢克洛（Ceclor®）
- 頭孢尼西（Monocid®）
- 頭孢丙烯（Cefzil®）
- 頭孢呋辛（Zinnat®、Zinacef®、Ceftin®）
- 頭孢唑南（Cefuzonam）

第二代頭孢菌素有著抗厭氧性生物性的包括：
- 頭孢孟多（Cefamandole）
- 頭孢雷特
- 頭孢替安（Cefotiam）

以下的頭孢烯有時亦被分類為第二代頭孢菌素：
- 碳頭孢烯：氯碳頭孢（Lorabid®）
- 頭黴素：頭孢拉宗、頭孢美唑（Cefmetazole[10]、Zefazone®）、頭孢米諾（Cefminox）、頭孢替坦（Cefotetan[10]、Cefotan®）、頭孢西丁（Cefoxitin[10]、Mefoxin®）

### 第三代
第三代的頭孢菌素（三代头孢）有廣泛的抗菌性，且增加了抵抗革蘭氏陰性菌的能力。某些頭孢菌素，尤其是口服的及具抗假單胞菌屬能力的，對革蘭氏陽性菌有減少了的抗菌性。雖然擴展了的藥性，β內醯胺酶使得它們在臨床的用途減少，但它們仍特別適用於治療院內感染。 
- 頭孢卡品
- 頭孢達肟
- 頭孢地尼（Cefdinir[10]、Omnicef®）
- 頭孢托侖
- 頭孢他美
- 頭孢克肟（Suprax®）
- 頭孢甲肟
- 頭孢地秦〈Cefodizime〉
- 頭孢哌酮（Cefobid®）
- 頭孢噻肟（Claforan®）
- 頭孢咪唑
- 頭孢泊肟（Vantin®）
- 頭孢特侖（Cefteram）
- 頭孢布烯（Ceftibuten[10]、Cedax®）
- 頭孢噻呋
- 頭孢噻林
- 頭孢唑肟（Cefizax®）
- 頭孢曲松（羅氏芬®）
- 头孢维星

以下是有著抵抗假單胞菌屬能力的第三代頭孢菌素：
- 頭孢他啶（覆達欣®、Fortaz®）
- 頭孢匹胺
- 頭孢磺啶

以下的頭孢烯有時亦被分類為第三代頭孢菌素：
- 氧頭孢烯：拉氧頭孢（Latamoxef sodium）

### 第四代
第四代頭孢菌素（四代头孢）與第一代在對革蘭氏陽性菌有相似的抗菌性，但它的抗菌性則更廣泛。它們相比第三代有更強的對β內醯胺酶的抵抗力。大部份能穿透腦血管障壁及對治療腦膜炎十分有效。
- 头孢克定
- 頭孢吡肟（Maxipime®）
- 頭孢瑞南
- 頭孢噻利
- 頭孢唑蘭
- 頭孢匹羅（Cefpirome）
- 頭孢喹肟

以下的頭黴素有時亦被分類為第四代頭孢菌素：
- 氧頭孢烯：氟氧頭孢（Flomoxef）

### 第五代
- 头孢洛林
- 头孢洛扎
- 头孢比普

### 不能分類
這些頭孢烯已經發展得很迅速，但卻未能分類：
- 頭孢氯嗪
- 頭孢洛侖
- 頭孢帕羅
- 頭孢卡奈
- 頭孢屈洛
- 頭孢吡酮
- 頭孢三唑
- 頭孢維曲
- 头孢替林
- 头孢氯铵
- 頭孢噁唑
- 頭孢羅替
- 頭孢舒米
- 頭孢噻氧
- 頭孢呋汀
- 头孢硝噻吩